# Дежеу, Гаврил
Гаврил Дежеу (рум. Gavril Dejeu) — государственный и политический деятель Румынии. В 1998 году являлся исполняющим обязанности премьер-министра Румынии.

## Биография
Родился 11 сентября 1932 года в Пойене, жудец Клуж. Гаврил Дежеу занимал должность министра внутренних дел в правительстве Виктора Чорбя и правительстве Раду Василе. С 30 марта по 17 апреля 1998 года был исполняющим обязанности премьер-министра Румынии.
19 января 1999 года Гаврил Дежеу подал в отставку с поста министра внутренних дел Румынии, после начала массовой забастовки шахтёров. С 2000 года ушел из политики и покинул Бухарест, переехал в Сибиу, где играл на скрипке и воспитывал своих внуков. 21 июня 2011 года Гаврил Дежеу начал писать книгу «România pe orbita reforme».